# Knuff
Knuff var ett ungdomsprogram med underrubriken ”Säg till, säg ifrån” som TV2 producerade 1971-1975. Producenten och programledaren Margaretha Wästerstam med reportageteam reste runt i Sverige och intervjuade ungdomar om hur det är att vara tonåring utifrån teman som mobbning, thinner, könsroller och liknande.
Programmet uppmuntrade även synpunkter på större inhemska och globala frågor. Diskussionerna med de unga kunde hållas på gatan, fritidsgårdar eller i skolan. Knuff kan betraktats som ett tidstypiskt samhällsengagerat program från 1970-talet. Programmet omfattade en demokratisk och politisk pedagogik i sitt sätt att närma sig målgruppen. Till teman som togs upp skrev och framförde amatörgrupper egna låtar. Detta var en viktig del i redaktionens ambition att göra de unga delaktiga i programmet. 1973 utgavs samlingsalbumet Låtar från Knuff. 